# Sekskamera

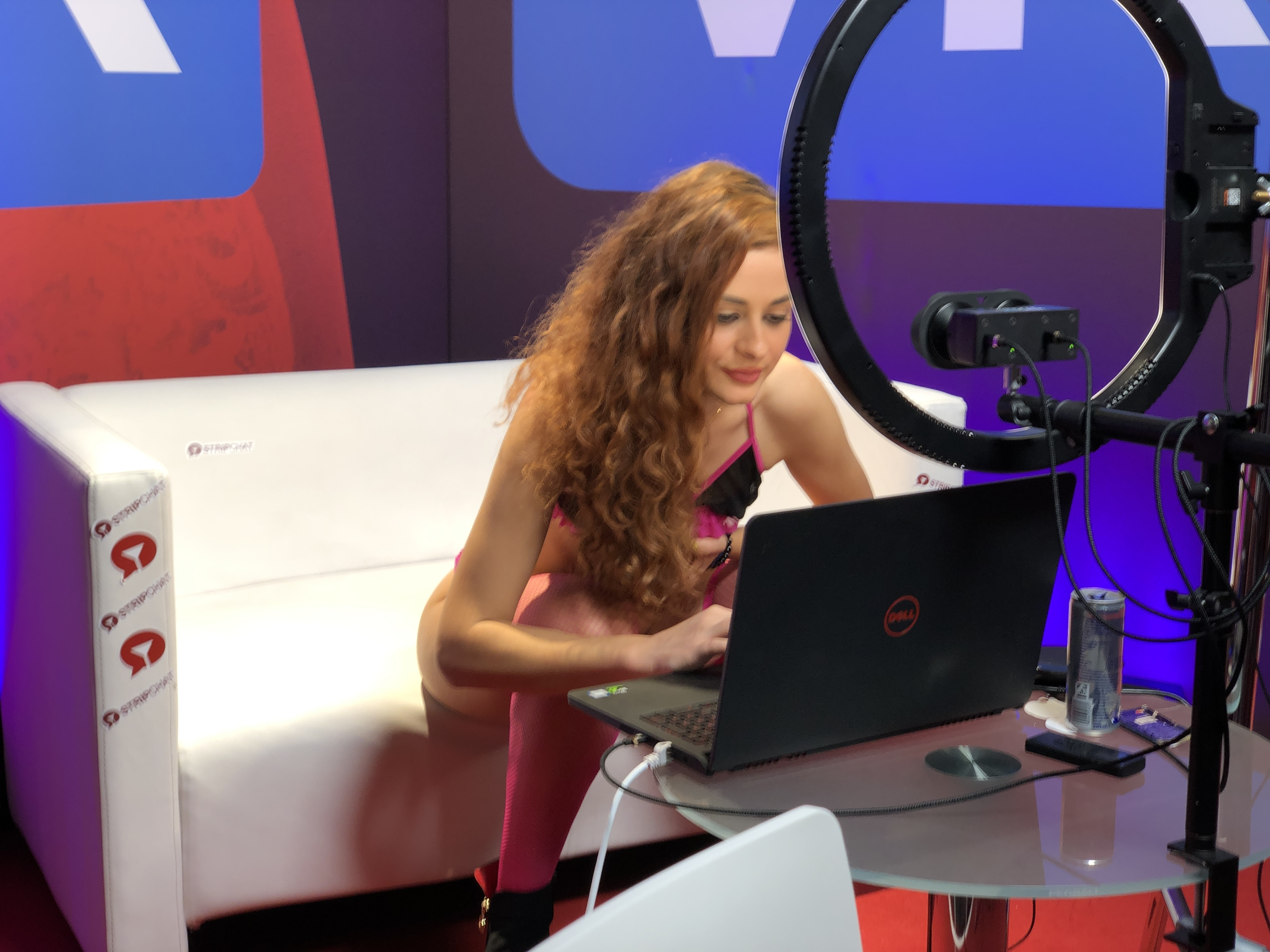
Modelka erotyczna przygotowująca sprzęt do transmisji na żywo podczas targów Venus Berlin w 2019 roku

Sekskamera, sexkamera - internetowa transmisja na żywo o charakterze pornograficznym.
Pracownicy seksualni zajmujący się prowadzeniem transmisji tego typu to modele erotyczni (ang. camgirl/camboy - "dziewczyna/chłopak z kamerki"). Są to osoby w wieku od nastoletniego do podeszłego.
Najpopularniejszym rodzajem sekskamer są wideoczaty, czyli transmisje na żywo z możliwością interakcji z modelem poprzez czat. Model ma możliwość bezpośredniego kontaktu z widzami poprzez rozmowę. Widzowie mogą przesyłać tokeny, czyli żetony, w zamian za które model wykonuje określone w cenniku czynności, np. striptiz lub masturbację przy użyciu akcesoriów erotycznych. Widzowie mogą też zapłacić za prywatny pokaz z modelem lub kontrolowanie połączonego z transmisją wibratora używanego przez modela przez określony czas.